# Jacques Mouvet
Jacques Mouvet   (Ixelles, 16 de desembre de 1912 - gener 1993) fou un pilot de bob belga que va competir durant la dècada de 1940.
El 1948 va prendre part en els Jocs Olímpics d'Hivern de Sankt Moritz, on disputà les dues proves del programa de bob. Guanyà la medalla de plata en la prova de bobs a quatre, formant equip amb Max Houben, Freddy Mansveld i Louis-Georges Niels, mentre en la prova del bob a dos fou quart. En el seu palmarès també destaquen una medalla de plata i una de bronze al Campionat del món de bob.
Mouvet i Max Houben compartien bob quan patiren un greu accident que matà Houben a Lake Placid el 1949.